# Queens Museum

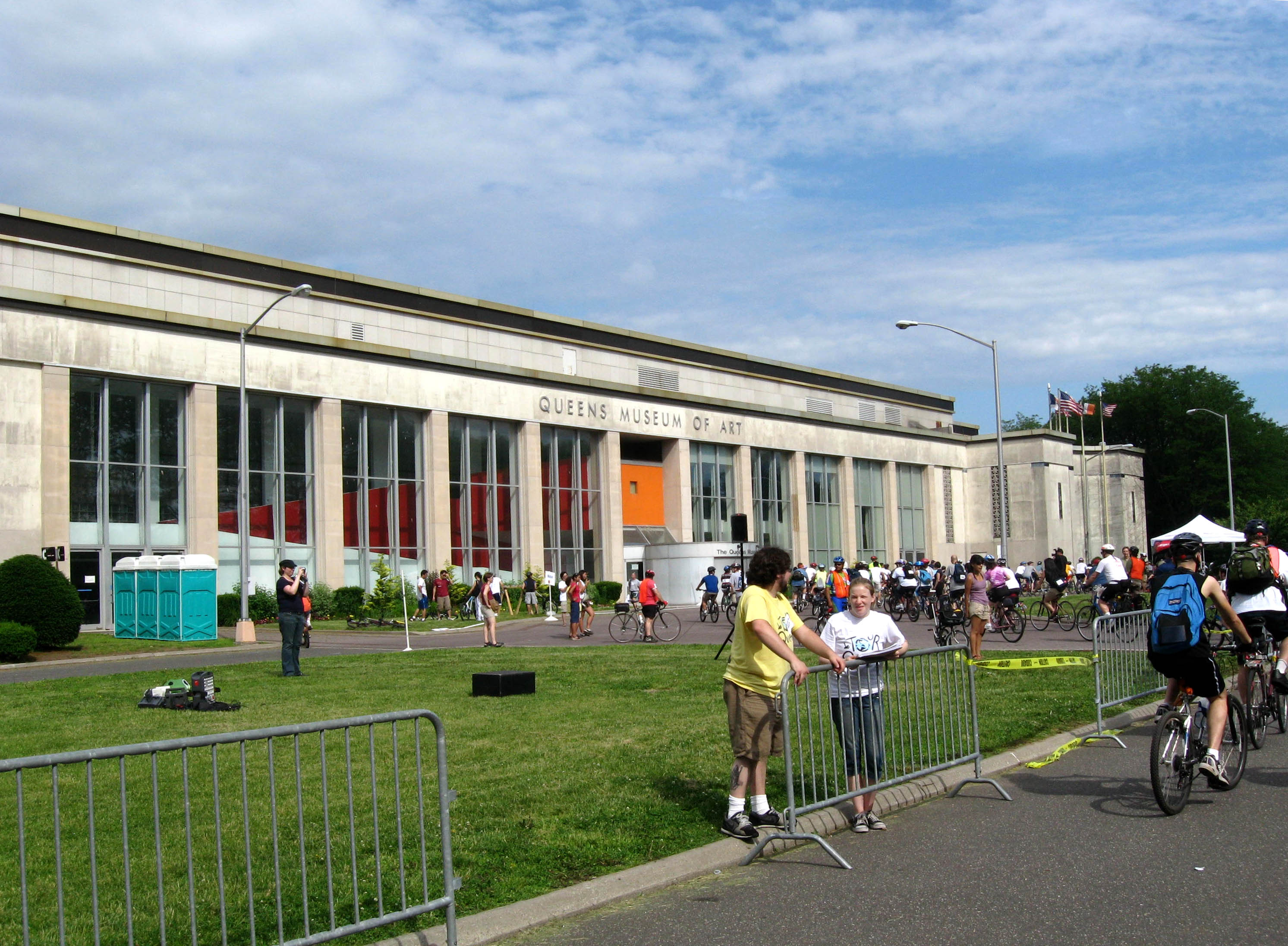
Das Museumsgebäude entlang der Längsachse, von Osten

Das Queens Museum in New York City erfüllt zum Teil Aufgaben eines Heimatmuseums für diese Großstadt. Sein Name leitet sich von seiner Lage im New Yorker Bezirk Queens ab. Das Gebäude wurde davor bei zwei Weltausstellungen in NYC als Ausstellungshalle genutzt.

## Sammlung

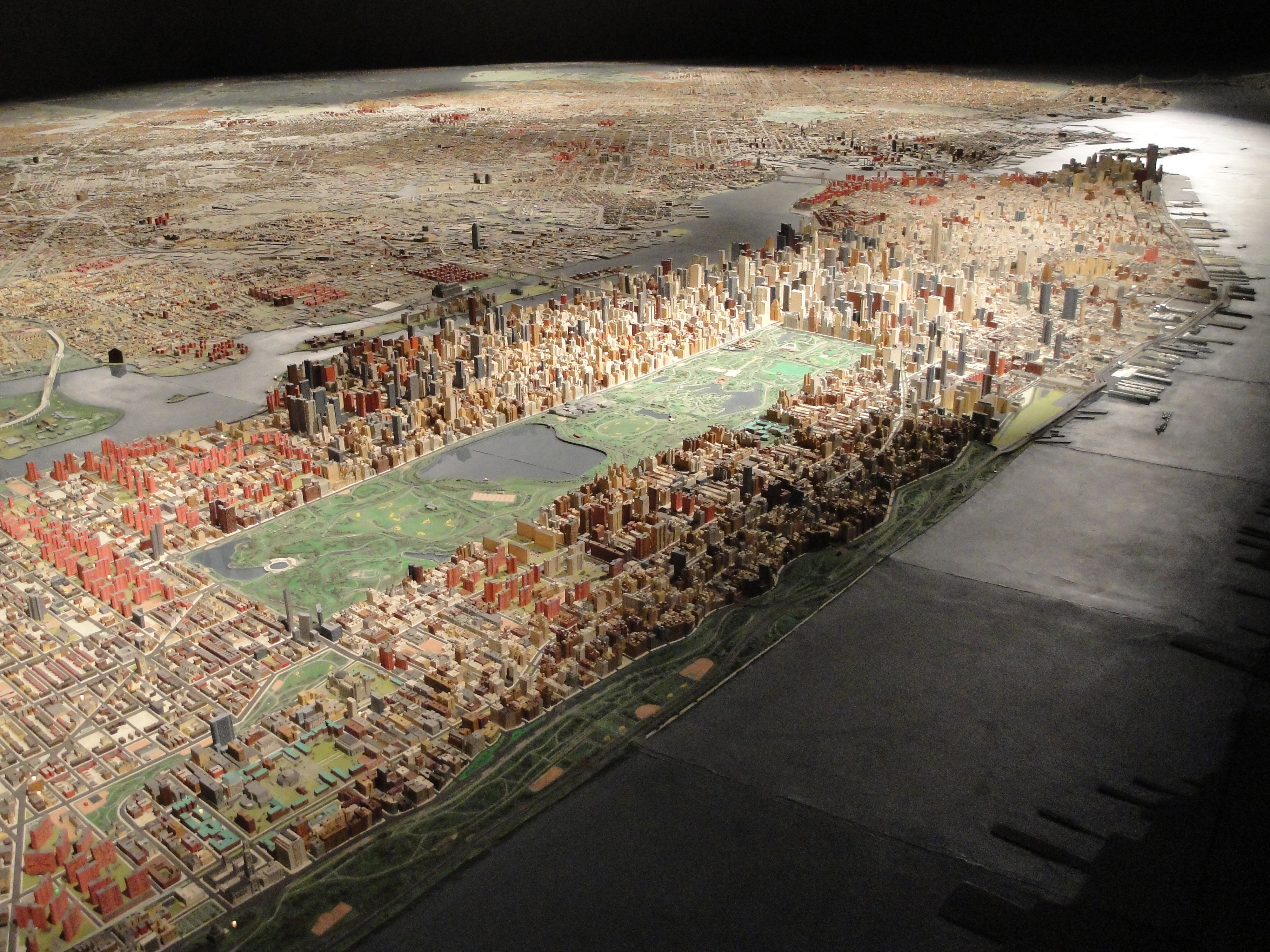
Das weltweit größte plastische Stadtmodell

Zu der Sammlung gehören neben moderner Kunst auch zwei großflächige Modelle zur Infrastruktur der Stadt:
- Ein großräumiges Modellrelief der New Yorker Fernwasserversorgung (The Relief Map of the New York City Water Supply System; kurz: The Water System Model, entstanden 1939)

- Das 1964er Modell eines maßstäblichen und dreidimensionalen Panorama of the City of New York mit allen fünf New Yorker Stadtteilen (1:1200). Inzwischen hinzugekommene Gebäude wurden ergänzt. Es soll etwa in der Größenordnung von 900.000 Hausmodelle darauf geben. Bei dem Modell wird auch mit einem Tageslicht-Effekt gearbeitet.

Bedeutend für diese Technik ist auch die seit 1995 gezeigte Tiffanyglas-Sammlung der Neustadt Collection of Tiffany glass (Kunsthandwerk).
Laufend finden halbjährlich wechselnde Ausstellungen zu Themen des Umweltschutzes und der Menschenrechte statt.

## Lage, Ort, Umgebung

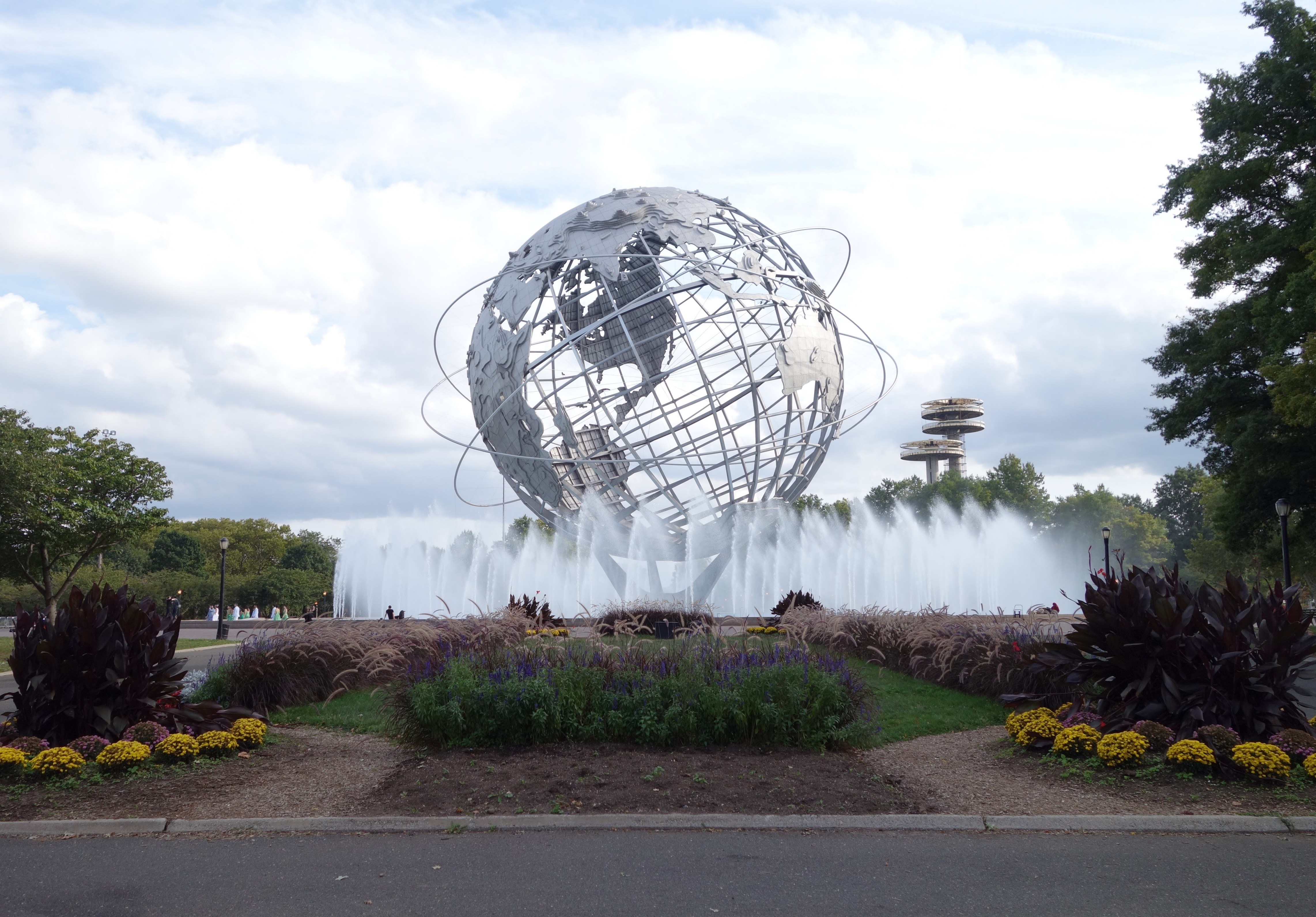
Unisphere, Aufnahme vom September 2015

Das Museum steht südlich vom LaGuardia-Flughafen und den Sportstätten von Flushing Meadows (wie dem Citi Field) am westlichen Rand des Flushing Meadows–Corona Parks an der Avenue of the States. Umgeben ist es vom Straßenoval der United Nations Avenue und in der Nähe von der Kreuzung von Long Island Expressway (Interstate 495) und Grand Central Parkway. Auf der Sichtachse von der Halle nach Osten steht der 43 m hohe Stahl-Globus Unisphere  von Gilmore David Clarke (1964) in einem Brunnenbecken. Ebenfalls in der Nähe ist der kleine Queens Zoo.

## Geschichte des Gebäudes
Das heutige Queens Museum befindet sich im New York Exhibition Building zur World’s Fair 1939/1940 (NYWF), einer Ausstellungshalle, die der Architekt Aymar Embury II für die Weltausstellung 1939/40 errichtete. Heute, nach diversen Umnutzungen, wird es meist New York City Building genannt.
Von 1946 bis 1950 war es bis zur Fertigstellung des neuen UN-Zentrums der vorübergehende Ort der Vollversammlung der Vereinten Nationen (UN-Generalversammlungen). Hier wurde zum Beispiel auch die UNICEF gegründet und die Teilungen Koreas und des früheren brit. Mandatsgebiets Palästina beschlossen.
Bis 1964 wurde das Gebäude nach Plänen des Architekten Daniel Chait renoviert, um es wieder bei einer Weltausstellung zu nutzen. Es wurde der New York City Pavilion für die 1964 World’s Fair. Auf ihr wurde erstmals das Panorama of the City of New York gezeigt, das, ergänzt, dort immer noch Anziehungspunkt ist. Es ist das flächenmäßig größte dreidimensionale Stadtmodell. 2021 zeigte es noch das Modell der 2001 zerstörten Twin Towers des alten World Trade Centers und soll erst nach Vollendung des noch im Bau befindlichen neuen World Trade Centers aktualisiert werden.
1972 wurde das Haus in das Queens Center for Art and Culture umgewandelt, später umbenannt in das Queens Museum of Art.
Durch die Renovierung von 1994 durch den Architekten Rafael Viñoly wurden Galerien, Lehrsäle, Büros und eine Hälfte als eine Eislauf-Halle integriert.
2009 wurde begonnen, diese Nutzung wieder rückgängig zu machen. Dadurch verfügt das Museum wieder über 9.300 m² Fläche. So wurde es im November 2013 wieder eröffnet.